# Врчичі
Врчичі (хорв. Vrčići) — населений пункт у Хорватії, у Задарській жупанії у складі міста Паг.

## Історія
Село виникло в 19 столітті, коли родина Ступчичів з Динішки переїхала у власність дворянського роду Матешичів.

## Населення
Населення за даними перепису 2021 року становило 27 осіб.
Динаміка чисельності населення поселення: